# Bavayia goroensis
Espèce
Statut de conservation UICN

 EN B1ab(iii) : En danger
Bavayia goroensis est une espèce de geckos de la famille des Diplodactylidae.

## Répartition
Cette espèce est endémique du Sud-Est de la Nouvelle-Calédonie. Elle se rencontre dans la plaine des Lacs.

## Description
Bavayia goroensis mesure jusqu'à environ 50 mm sans la queue.

## Étymologie
Son nom d'espèce, composé de goro et du suffixe latin -ensis, « qui vit dans, qui habite », lui a été donné en référence au lieu de sa découverte, la mine de nickel de Goro, dans le Sud-Est de Grande Terre.

## Publication originale
- Bauer, Jackman, Sadlier, Shea & Whitaker, 2008 : A New Small-Bodied Species of Bavayia (Reptilia: Squamata: Diplodactylidae) from Southeastern New Caledonia. Pacific Science, vol. 62, n. 2, p. 247-256.